# Златни заморац
Златни заморац (лат. Cercopithecus mitis kandti) је подврста плавог заморца, врсте примата (Primates) из породице мајмуна Старог света (Cercopithecidae). Према неким систематикама златни заморац има статус посебне врсте.

## Распрострањење
Ареал златног заморца је ограничен на једну државу. 

## Станиште
Станиште златног заморца су шуме и бамбусове шуме. 

## Угроженост
Златни заморац се сматра угроженим.